# 名古屋経済大学市邨中学校・高等学校
名古屋経済大学市邨中学校・高等学校（なごやけいざいだいがくいちむらちゅうがっこう・こうとうがっこう）は、愛知県名古屋市千種区北千種に所在し、中高一貫教育を提供する私立中学校・高等学校。
通称は「市邨」。

## 概要
グローバル教育やICT教育に力を入れており、iPadの積極的な利用やアクティブラーニングを進めている。
校内にはランチルームとして「さくら」を併設している。

## カリキュラム
中学校は週32単位で、水・木曜日が7時限目を実施。
高校は、週30単位で構成されており、コースによって単位内容が異なる仕組みとなっている。市邨ゼミという取り組みを行っており、授業やコースの枠を超えた学習に取り組んでいる。

### コース
高校は次の4コース制となっている。
- エクスプローラ（Explorer Course）
- アカデミック（Academic Course）
- キャリアデザイン（Career Design Course）
- ブライト（Bright Course）

## 沿革
沿革節の主要な出典は公式サイト。

### 年表
- 1907年（明治40年） - 名古屋市立名古屋商業学校校長を務めた市邨芳樹によって、名古屋女子商業学校として開校。
- 1945年（昭和20年） - 名古屋大空襲による校舎焼失により、陸軍兵器補給廠跡の現校地に移転。
- 1947年（昭和22年） - 学制改革に伴い呉竹中学校設立。
- 1948年（昭和23年） - 名古屋女子商業高等学校を設立、呉竹中学校を名古屋女子商中学校に改称。
- 1972年（昭和47年） - 市邨学園高等学校・市邨学園中学校に改称。
- 2002年（平成14年） - 名古屋経済大学市邨高等学校・名古屋経済大学市邨中学校と改称、男女共学化。商業科の募集停止。
- 2006年（平成18年） - 学園創立100周年。
- 2021年（令和4年） - 5号館を大規模リニューアル｡4号館にシャワートイレを設置した｡

## クラブ活動

### 運動部
- 陸上競技部
- ワンゲル部
- 体操部
- 剣道部
- バレーボール部
- スキー部
- バスケットボール部
- ゴルフ部
- ソフトボール部（女）
- サッカー部（男・女）
- テニス部
- 硬式野球部
- 軟式野球部
- 卓球部
- バドミントン部
- ハンドボール部（女）
- 弓道部
- ダンス部
- バトン部
- 中学野球部

### 文化部
- 放送部
- 吹奏楽部
- エコ・クッキング部
- 文芸部
- 手芸部
- 演劇部
- 軽音楽部
- 美術部
- 英語部
- 合唱部
- 茶道部
- 華道部
- 書道部
- サイエンス部
- 写真部
- ボランティア部
- 囲碁・将棋部
- 映画研究部
- 漫画研究部

## 著名な出身者
| - 杉山佳寿子 - 声優 - 大野由加里 - タレント、司会者、女優 - 室伏由佳 - 円盤投・ハンマー投選手 - 鈴木智実 - 陸上選手 - 新玉美郷 - バドミントン選手、NTT東日本所属 - 黒田真由 - 体操選手 - 寺本明日香 - 体操選手 | - 杉本早裕吏 - 新体操選手 - 竹中七海 - 新体操選手 - 加藤夕貴 - ハンドボール選手 - 神谷怜名 - ハンドボール選手 - 中西麻由香 - ハンドボール選手 - 吉永一貴 - スピードスケートショートトラック選手 - 大石駿介 - キックボクサー - 野村勇斗 - レーシングドライバー |

## 著名な教職員
- 酒井弘樹 - 国語教員。元プロ野球選手。名古屋経済大学高蔵中学校・高等学校、名古屋経済大学から移動

## アクセス
参照。

### 鉄道
- 名古屋市営地下鉄東山線 今池駅より徒歩で約15分。
- 名古屋市営地下鉄名城線 ナゴヤドーム前矢田駅より徒歩で約18分。
- JR中央本線・名鉄瀬戸線・名古屋市営地下鉄名城線 大曽根駅より徒歩で約20分。

### 路線バス
- 名古屋市営バス：「北千種町」バス停より徒歩で約2分、「都通一丁目」バス停より徒歩で約5分。
- 名古屋市営バス・名鉄バス 基幹2号系統：「古出来町」バス停より徒歩で約7分。
- 名古屋ガイドウェイバス志段味線（ゆとりーとライン）：ナゴヤドーム前矢田駅より徒歩で約18分。
- 名古屋ガイドウェイバス志段味線（ゆとりーとライン）：大曽根駅より徒歩で約20分。